# Roșiești
Roșiești es una comuna ubicada en el distrito de Vaslui, Rumania.

## Superficie
Posee una superficie de 76,49 kilómetros cuadrados.

## Demografía
Hasta 2021 la población era de 2726 habitantes, con una densidad de población de 35,64 habitantes por kilómetro cuadrado.